# Districte de Muembe
El districte de Muembe és un districte de Moçambic, situat a la província de Niassa. Té una superfície de 5.526 kilòmetres quadrats. En 2007 comptava amb una població de 28.645 habitants. Limita al nord i oest amb el districte de Sanga, al sud amb el districte de Chimbonila, al sud i est amb el districte de Majune i a l'est i nord amb el districte de Mavago.

## Divisió administrativa
El districte està dividit en dos postos administrativos (Muembe i Chiconono), compostos per les següents localitats:
- Posto Administrativo de Chiconono:
  - Chiconono
- Posto Administrativo de Muembe:
  - Muembe